# مجاز (عمارة)
المجاز أو الدهليز في البيت العربي التقليدي هو أول ما يدخل إليه من الشارع، وهو ممر، غالبا ما يكون متعرجا أو منكسرا يؤدي إلى الصحن وغالبا ما يفتح فيه باب للمجلس.
للمجاز أهداف اجتماعية وبيئية، فهو من ناحية يعزل البيت عن الشارع، الشخص الواقف بالباب أو الداخل إلى المجلس لا يرى الصحن أو أي غرفة أخرى في البيت مما يوفر الخصوصية المطلوبة حتى ولو ظل الباب مفتوحا طوال النهار. كما أن الداخل إلى البيت يمكنه تحذير أهل البيت عن طريق النحنحة أو التسليم أو الدعاء بصوت عالي.
من ناحية أخرى، ترك الباب مفتوحا يدفق الهواء إلى البيت من الشارع لكون الحرارة أقل والضغط أعلى في الشارع الضيق المغطى بالمشربيات منها في البيت، مكونا تيارا من الهواء البارد. أحيانا توضع غرفة عند المجاز تماما تسمى (في العراق) غرفة الحباب (جمع حب وهو الخابية أو الجرة الفخارية الكبيرة التي يوضع فيها ماء الشرب)، ترك الخابية هناك يجعل الهواء الداخل إلى البيت يمر من خلاله فيترطب الهواء الداخل إلى البيت ويبرد الماء في الخابية. كما أن وضع الخوابي هنا يسمح للسقا بدخول البيت وملئها بدون أن يرى أحدا.